# Villevoques
Villevoques är en kommun i departementet Loiret i regionen Centre-Val de Loire strax norr Frankrikes mitt. Kommunen ligger i kantonen Châlette-sur-Loing som tillhör arrondissementet Montargis. År 2022 hade Villevoques 196 invånare.

## Befolkningsutveckling
Antalet invånare i kommunen Villevoques
| Referens: INSEE |